# Kraftshof
Kraftshof ist seit dem 1. Januar 1930 ein Gemeindeteil von Nürnberg (Stadtbezirk 7 – Nordwestliche Außenstadt) und liegt im Knoblauchsland. Der Ort mit etwa 700 Einwohnern befindet sich nördlich der Stadt am Rande des Flughafens Nürnberg.

## Geographie

### Lage
Der Stadtteil befindet sich etwa sieben Kilometer nordwestlich der Nürnberger Altstadt und circa zehn Kilometer südlich des Stadtzentrums von Erlangen. Im Norden liegt Neunhof und die Ortsgrenze verläuft in der Feldflur. Im Osten stellt der Sebalder Reichswald die natürliche Grenze dar. Südlich von Kraftshof ist Buch unterhalb der Erlanger Straße gelegen. Im Südosten schließt sich das Gelände des Flughafens Nürnberg an. Im Westen verläuft die Bundesstraße 4 (Erlanger Straße), welche als Radialstraße die beiden Städte Nürnberg und Erlangen verbindet. An die Bundesstraße angrenzend befindet sich Boxdorf.

### Fließgewässer
Der regulierte Kothbrunngraben durchquert den nördlichen Teil des Dorfes in Ost-West-Richtung. Das Fließgewässer verbindet den Sebalder Reichswald mit dem nördlichen Ortskern von Kraftshof und mündet in Boxdorf in die Gründlach.

### Naturräumliche Zuordnung
Nach der naturräumlichen Gliederung Deutschlands (gemäß Meynen/Schmithüsen et al.) befindet sich Kraftshof im Bereich der naturräumlichen Haupteinheit 113, dem Mittelfränkischen Becken, das in der naturräumlichen Haupteinheitengruppe Fränkisches Keuper-Lias-Land (nach Ssymank) eingebettet ist. Im Arten- und Biotopschutzprogramm der Stadt Nürnberg wurden weitere naturräumliche Untereinheiten gebildet. Der Ortsteil liegt in der Naturraum-Untereinheit Knoblauchsland.

### Geologie
Der Landschaftsraum von Kraftshof ist durch den Sandsteinkeuper des Nürnberger Beckens bestimmt. Es treten Coburger Sandstein und Blasensandstein zutage. Der Blasensandstein lagert unter dem Coburger Sandstein und besteht meist aus fein- bis mittelkörnigem, hellem Sandstein. Der Coburger Sandstein bildet eine flache, maximal 14 Meter mächtige geologische Stufe aus. Zwischen den beiden geologischen Einheiten befinden sich dünne Zwischenlagen aus tonigen, oft rot gefärbten Basisletten (Keuperletten) der Hassberge-Formation.
Das mesozoische und jungpaläozoische Deckgebirges wird in den Auenlagen des Kothbrunngrabens durch quartäre Talfüllungen überlagert.
Im Südosten des Ortsteils sind äolische Sedimente aus der Eiszeit in Form von pleistozänen Flugsanden verbreitet.
Auf den Keuperschichten haben sich Braunerdeböden entwickelt. Die grundwassergeprägten Standorte, insbesondere in den Tallagen mit einem verstärkten Einfluss des Grundwasserbegleitstroms der Fließgewässer, weisen einen tonigen Boden auf. Die Bodentypen Gley- und Pseudogley- sowie Gley-Braunerde treten auf diesen feuchten Standorten auf.

### Fauna
Der offene Landschaftsraum um Kraftshof bietet einer Reihe von Brutvögeln wie Wachtel (Coturnix coturnix), Rebhuhn (Perdix perdix), Schafstelze (Motacilla flava), Feldlerche (Alauda arvensis) und Ortolan (Emberiza hortulana) geeignete Habitatbedingungen.

### Nutzungsstruktur

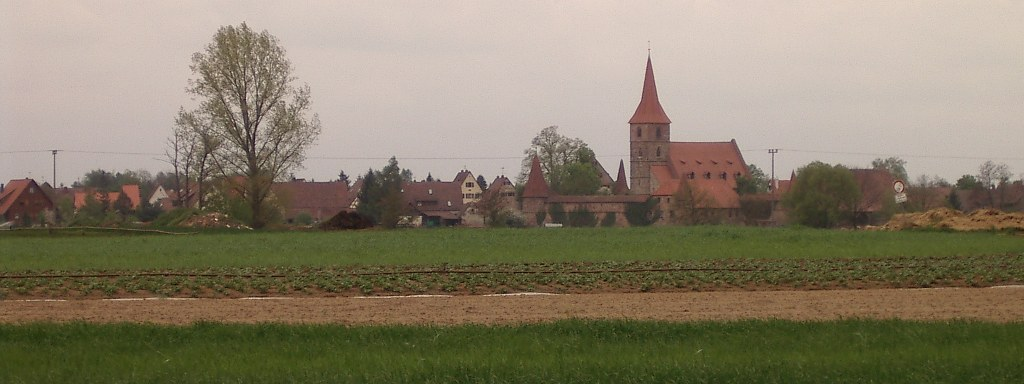
Ortsansicht von Nordosten, 2004

Die Nutzungsstruktur und Charakteristik von Kraftshof zeichnet sich durch eine gering bewegte Topographie und eine Mischung aus landwirtschaftlichen Hofstellen, dörflichen Wohnstrukturen und Kleingewerbe aus. Die seit Jahrhunderten betriebene landwirtschaftliche und gärtnerische Nutzung ist geprägt durch maßvolle Flurbereinigungsmaßnahmen, schmale Flurstücke, moderne Beregnungsanlagen und großflächige Gewächshausanlagen im Südosten des Ortes.

## Geschichte
Im Jahre 1269 wurde der Rodungsort als „Craphteshof“ erstmals urkundlich erwähnt. Die Urkunde wurde durch den Abt Mauritius aus dem Nürnberger Egidienkloster verfasst und beinhaltete einen Gütertausch. Die Priorin und Schwestern des Magdalenenklosters schenkten dem Egidienkloster ein Bauerngut in Craphteshof im Tausch für ein in Krottenbach gelegenes Gut. Der Name kann als Hof eines Krafto gedeutet werden. Kraftshof war Teil eines Kranzes von Einzelhöfen und Dörfern um die Reichsstadt Nürnberg, welche den Wirtschaftsbedarf des Königshofes unter den Stauferkaisern decken mussten.
Der Ort war ein altes Reichsgut und gehörte bis in das 14. Jahrhundert den Herren von Berg. Ein Bauernhof wurde als Afterlehen an die Patrizierfamilie Kreß von Kressenstein vergeben. Brechtel Cresse veräußerte 1357 den Hof an seinen Schwager Konrad Ehinger, der das Anwesen zu einem befestigten Herrensitz mit steinernem Herrenhaus entwickelte und im Jahre 1370 der Reichsstadt Nürnberg öffnete. Das Öffnungsrecht räumte dem Nürnberger Rat das Recht ein, in Kriegszeiten seine städtischen Soldaten zu Verteidigungszwecken in den Ort zu entsenden. Kraftshof galt als einer der ältesten befestigten Außenposten Nürnbergs. In den folgenden Jahren wechselten die Besitzer des Steinhauses mit Weiher, Graben und Garten und schließlich gelangte der Sitz im Jahre 1429 erneut an die Familie Kreß (Gebrüder Konrad und Ulrich). Im Ersten Markgrafenkrieg (1449) wurde der Herrensitz zerstört.

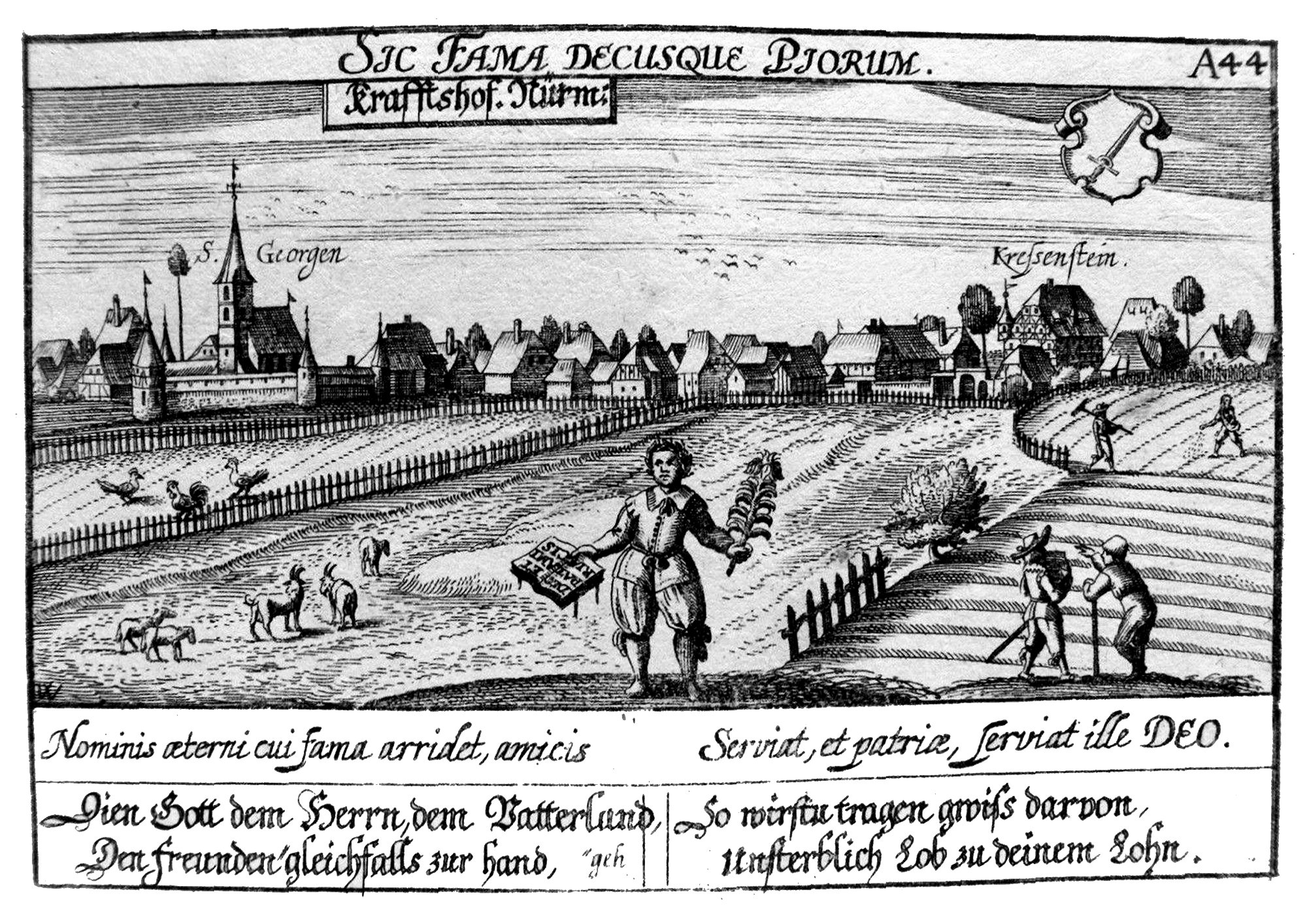
Kraftshof mit der Wehrkirche St. Georgen und dem um 1457 neu erbauten Schloss Kressenstein (um 1630)

Hieronymus Kreß ließ etwa 1457 in dessen unmittelbarer Nachbarschaft einen neuen Herrensitz erbauen. Zuvor hatte er auf das erhaltene Sockelgeschoss des alten Herrensitzes ein einfaches Fachwerkobergeschoss sowie ein Satteldach mit Glockentürmchen aufsetzten lassen, das als „Sommerhaus“ bezeichnet wurde. Im Dreißigjährigen Krieg wurde 1634 das neue Kressische Wasserschloss niedergebrannt, neben Pfarrhaus, Schmiede sowie zahlreichen weiteren Gebäuden, während das „Sommerhaus“ erhalten blieb. Erst 1712/13 ließ Georg Adolf Kreß an der Stelle der früheren Ökonomiegebäude ein repräsentatives zweigeschossiges barockes Herrenhaus mit Walmdach erbauen. Dieses wurde im Zweiten Weltkrieg zerstört. Das auf dem Sockel des alten Burgstalls sitzende „Sommerhaus“ enthielt bis 1934 das Familienarchiv der Kreß und steht bis heute. Die Kreß von Kressenstein, welche die Grundherrschaft über die meisten Bauern im Ort ausübten, hatten bis 1969 auch das Kirchenpatronat über die 1315 von Friedrich Kreß gestiftete Kraftshofer Wehrkirche inne und halten bis heute Grundbesitz.
Über Jahrhunderte war das Hochgericht über den Ort zwischen dem brandenburg-bayreuthischen Oberamt Baiersdorf und der Reichsstadt Nürnberg strittig. Gegen Ende des 18. Jahrhunderts bestand Kraftshof aus 52 Anwesen. Die Dorf- und Gemeindeherrschaft hatte das Familienseniorat von Kreß. Grundherren waren das Waldamt Sebaldi der Reichsstadt Nürnberg (5 Güter, 3 Gütlein) und die Nürnberger Eigenherren von Behaim (2 Gütlein), von Grundherr (1 Gut, 3 Gütlein), von Gugel (2 Gütlein), von Haller (1 Gut), von Kreß (Schloss, 1 Halbhof, 2 Viertelhöfe, 10 Güter, 8 Gütlein), Burkard von Löffelholz’scher Familien-Fideikomiss (1 Gütlein), Dr. Wagler (1 Gut), von Welser (1 Gut, 10 Gütlein).
1796 wurde Kraftshof wie das gesamte Knoblauchsland unter die Verwaltung Preußens gestellt. Von 1797 bis 1810 unterstand der Ort dem Justiz- und Kammeramt Erlangen. 1810 kam Kraftshof an das Königreich Bayern. Im Rahmen des Gemeindeedikts wurde 1813 der Steuerdistrikt Kraftshof gebildet. Zu diesem gehörten Lohe und Neunhof. Im selben Jahr entstand die Ruralgemeinde Kraftshof, die deckungsgleich mit dem Steuerdistrikt war. Mit dem Zweiten Gemeindeedikt (1818) kam Almoshof zum Steuerdistrikt Kraftshof hinzu und es wurden vier Ruralgemeinden gebildet:
- Almoshof;
- Kraftshof;
- Lohe;
- Neunhof.

Die Ruralgemeinde Kraftshof war in Verwaltung und Gerichtsbarkeit dem Landgericht Erlangen zugeordnet und in der Finanzverwaltung dem Rentamt Erlangen. In der freiwilligen Gerichtsbarkeit unterstanden 5 Anwesen von 1822 bis 1835 dem Patrimonialgericht (PG) Boxdorf, 3 Anwesen von 1823 bis 1848 dem PG Gebersdorf, 1 Anwesen von 1821 bis 1848 dem PG Großgründlach, 11 Anwesen von 1821 bis 1835 dem PG Groß- und Kleingeschaidt, 13 Anwesen bis 1828 dem PG Kraftshof, 2 Anwesen von 1822 bis 1835 dem PG Leyh, 11 Anwesen von 1802 bis 1846 dem PG Neunhof, 1 Anwesen von 1821 bis 1835 dem PG Steinach. Ab 1862 gehörte Kraftshof zum Bezirksamt Fürth und zum Landgericht Fürth (ab 1876 Stadt- und Landgericht Fürth, 1879 in Amtsgericht Fürth umbenannt). Die Finanzverwaltung wurde 1871 vom Rentamt Fürth übernommen (1919 in Finanzamt Fürth umbenannt). Die Gemeinde hatte 1928 eine Gebietsfläche von 2,016 km². Am  1. Januar 1930 wurde Kraftshof nach Nürnberg eingemeindet und wurde vom Amtsgericht und Finanzamt Nürnberg verwaltet.

### Einwohnerentwicklung
| Jahr      | 1818   | 1840   | 1852   | 1855   | 1861   | 1867   | 1871   | 1875   | 1880   | 1885   | 1890   | 1895   | 1900   | 1905   | 1910   | 1919   | 1925   |
| Einwohner | 395    | 403    | 396    | 396    | 410    | 424    | 427    | 408    | 427    | 426    | 436    | 459    | 470    | 461    | 494    | 486    | 512    |
| Häuser    | 60     | 62     |        |        |        |        | 74     |        |        | 81     | 83     |        | 84     |        |        |        | 96     |
| Quelle    | [ 19 ] | [ 20 ] | [ 21 ] | [ 21 ] | [ 22 ] | [ 23 ] | [ 24 ] | [ 25 ] | [ 26 ] | [ 27 ] | [ 28 ] | [ 21 ] | [ 29 ] | [ 21 ] | [ 30 ] | [ 21 ] | [ 16 ] |

## Religion
Der Ort ist seit der Reformation überwiegend protestantisch. Die Einwohner evangelisch-lutherischer Konfession sind nach St. Georg (Kraftshof) gepfarrt, die Einwohner römisch-katholischer Konfession sind nach St. Thomas (Boxdorf) gepfarrt.

## Sehenswürdigkeiten

### Kirche St. Georg mit Wehrkirchhof

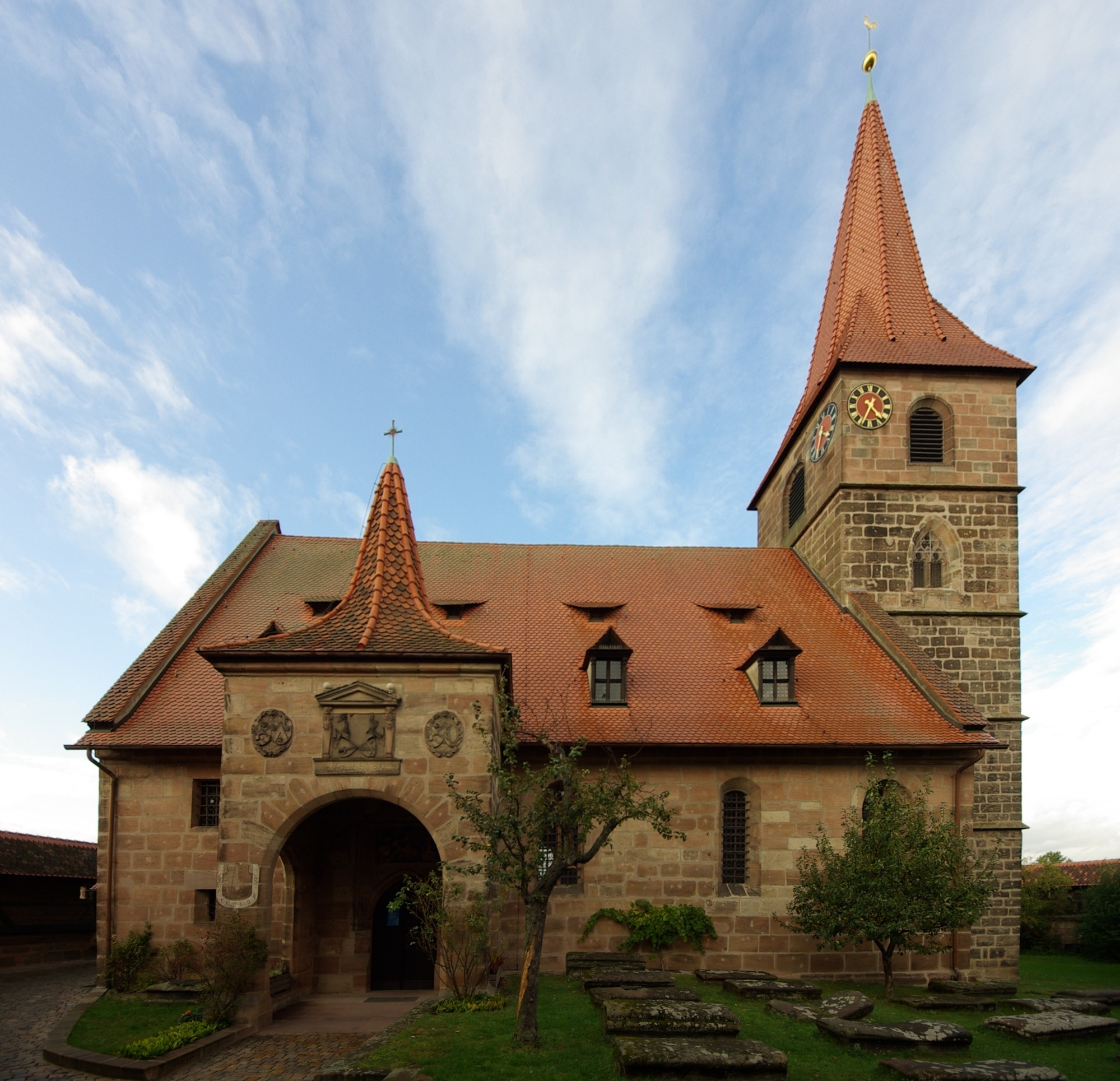
Kirche St. Georg, 2011

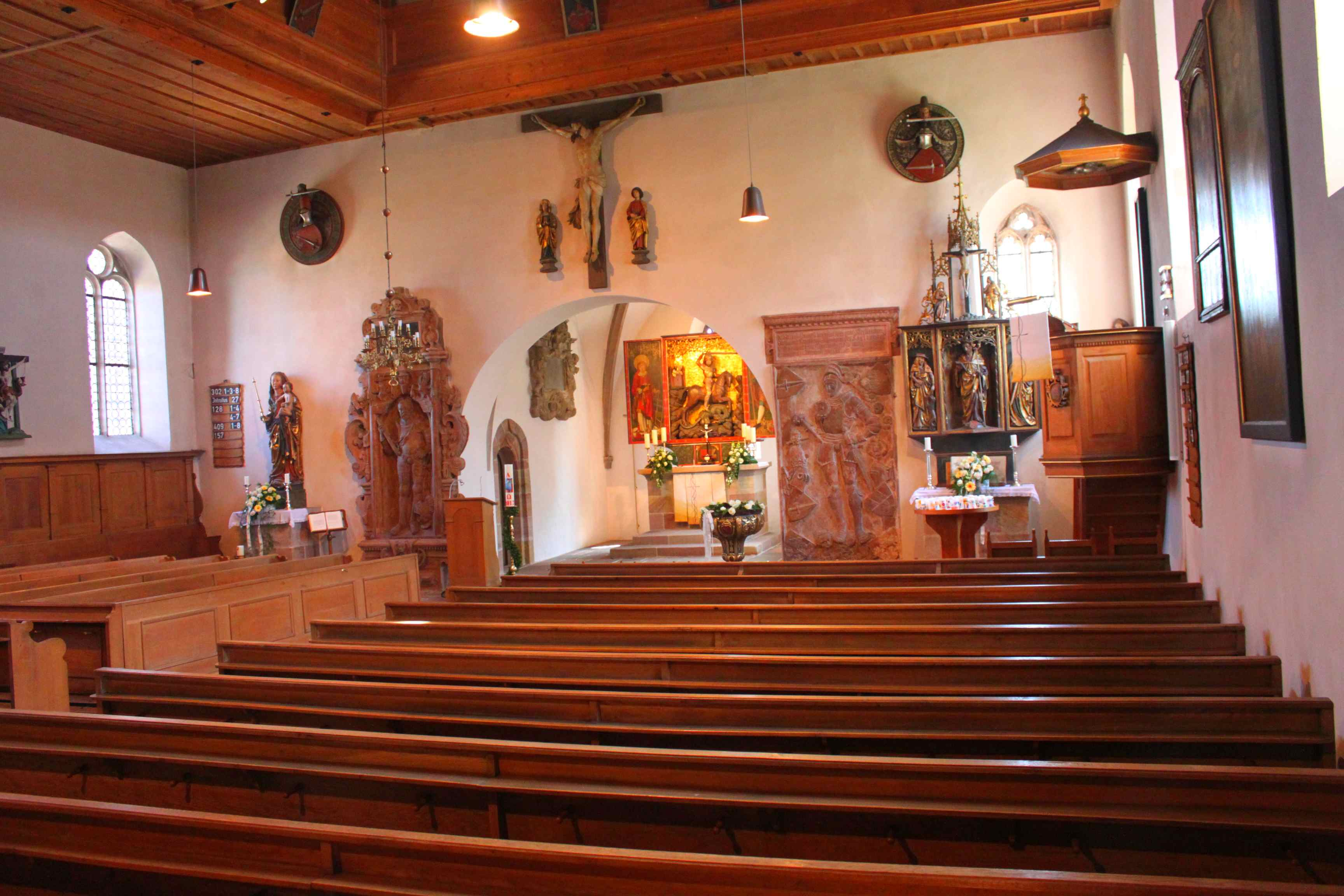
Inneres der Wehrkirche

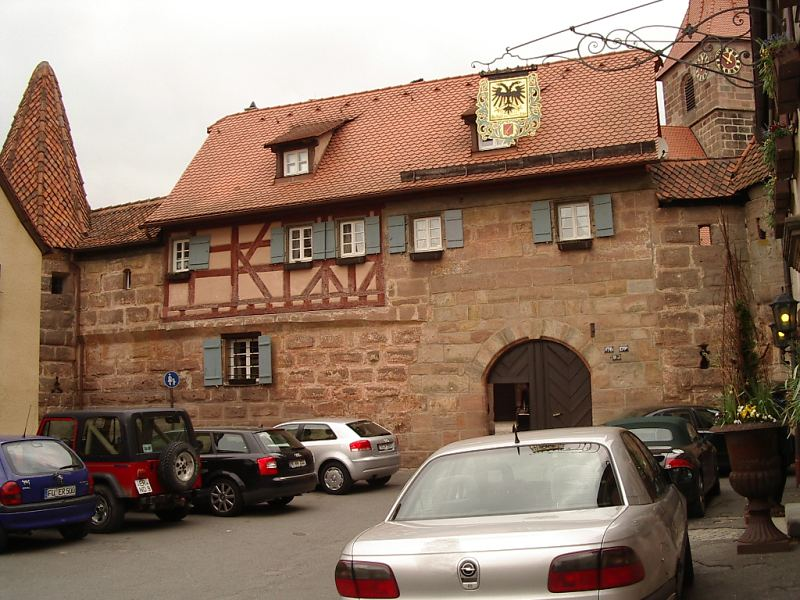
Zugang zur Wehrkirche

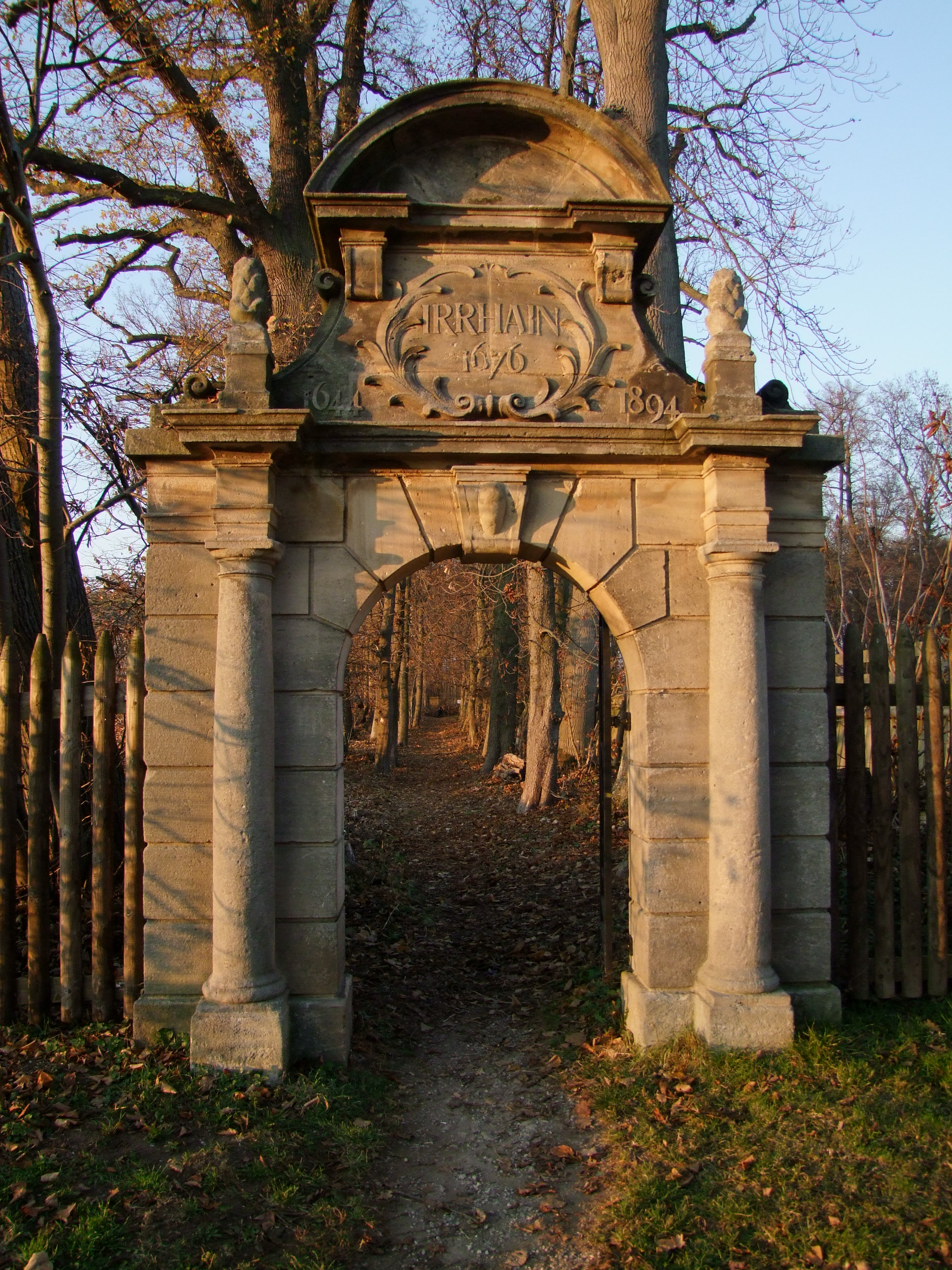
Eingangsportal zum Irrhain

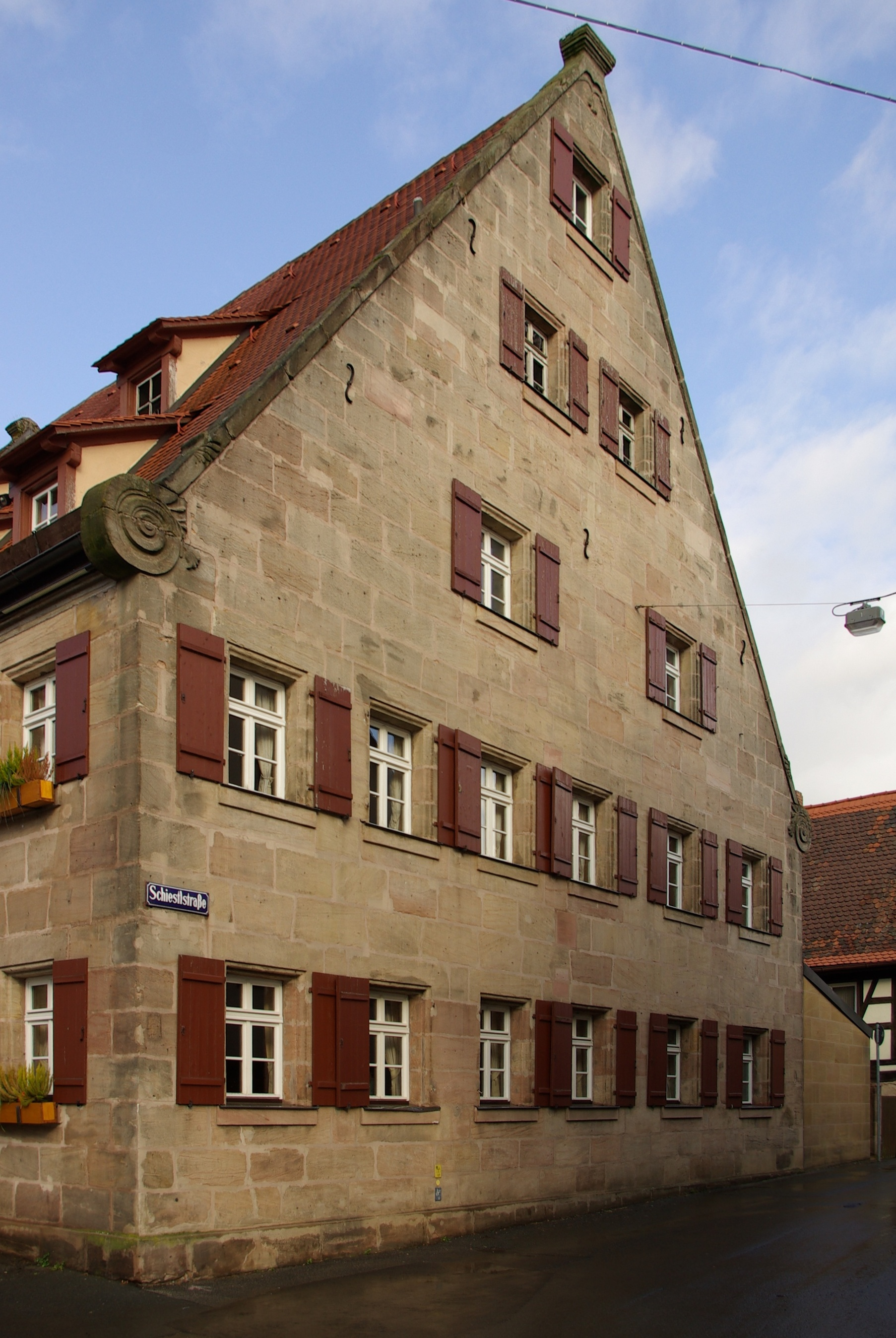
Gasthaus Schwarzer Adler, 2011

Nach Zerstörungen im Zweiten Weltkrieg wurde das Ensemble des Wehrkirchhofs in den überlieferten Formen wiederaufgebaut. Die mittelalterliche Kirche St. Georg (ehem. auch St. Maria und Heilig-Kreuz) ist als Wehrkirche vollständig von einer Mauer mit Wehrgang und Ecktürmen umgeben. Eine reiche Ausstattung befindet sich im Innern.
Wohl 1305–1315 ließ Friedrich Kreß die Kirche als Filiale von Poppenreuth erbauen, von der noch heute Teile im Chorturm erhalten sind. Ein gutes Jahrhundert später wurde das Langhaus erweitert (1438). Die 1943 in vielen Teilen zerstörte Anlage wurde mit Mitteln der Brüder Samuel und Rush Kreß bis 1952 rekonstruiert. 2005 bis 2011 wurde das Kirchenensemble saniert.

### Herrensitz, Bauernhäuser und Irrhain
Am Westrand des Ortes haben sich Reste des Herrensitzes der Freiherren Kreß von Kressenstein, des sogenannten „Kressensteins“, erhalten. In der Hauptstraße findet man Bauernhäuser des 18. und 19. Jahrhunderts.
Ca. 500 m östlich des Ortes befindet sich der „Irrhain“ des Pegnesischen Blumenordens, der heute als literarische Gedenkstätte mit Irrwegen fungiert. Erhalten ist das Zugangsportal und die sich anschließende Eichenallee („Grüner Gang“) sowie einige Grab- bzw. Denkmale. Da der „Irrhain“ aber auch als Naturdenkmal dient, lässt man Bäume und sonstige Pflanzen ohne Eingriffe wachsen.

## Verkehr
Eine Gemeindeverbindungsstraße verläuft zu einer Anschlussstelle zur Bundesstraße 4 (0,9 km südlich) bzw. nach Neunhof zur Kreisstraße N 3 (1 km nördlich). Eine weitere Gemeindeverbindungsstraße verläuft nach Boxdorf (1,5 km nordwestlich).
Die Erschließung mit öffentlichen Verkehrsmitteln erfolgt durch die Stadtbuslinie 31.